# NAe São Paulo (A-12)
El NAe São Paulo (A-12) era un portaviones de la clase Clemenceau construido en Francia y comprado por la Armada de Brasil en el año 2000, donde cumplió hasta febrero de 2017, la función de buque insignia, siendo puesto fuera de servicio por los fuertes recortes al gasto militar brasileño. Desde su botadura, en 1959, hasta su compra por parte de Brasil, en 2000, este buque había servido en la Marina nacional de Francia bajo el nombre de Foch (R 99). Se intentó enviar a un astillero para su desguace, pero finalmente fue hundido el 3 de febrero de 2023.

## Origen del nombre
Este es el quinto elemento de la Marina de Brasil que lleva ese nombre en honor del estado y la ciudad de São Paulo. También recibió este nombre transporte de vapor São Paulo (1865), el Acorazado São Paulo (1906) no completado, el acorazado y también São Paulo (1907) y el remolcador São Paulo RbAM que sirvió en la defensa del Puerto de Santos en la Segunda Guerra Mundial. 
El lema y blasón del buque es «Non ducor, duco» (no soy conducido, conduzco), es el mismo que el lema de la ciudad. Este también fue utilizado por el Acorazado São Paulo (1907).

## Historia
Construido en Francia el 15 de noviembre de 1957 y en servicio desde el 23 de julio de 1960, desempeñó funciones en la Marina Francesa, bajo el nombre de «FS Foch», un homenaje a Ferdinand Foch, comandante de las tropas aliadas durante la Primera Guerra Mundial, es un portaviones de la clase Clemenceau.
Adquirido por el equivalente de doce millones de dólares en septiembre de 2000, fue recibido para funcionamiento de la Armada brasileña el 15 de noviembre de ese año, en el puerto de Brest, Francia, tras pasar su inspección de armas.
El costo oculto de la compra está en su reparación, repotenciación y modernización, los nuevos aviones que podrá transportar y el coste operativo del portaviones; también podrá transportar aviones Super Etendard, pero su utilidad y navegabilidad estuvieron en duda, por lo que ya se sabía que iba a ser dado de baja.
El portaviones São Paulo tiene un 50 % más de velocidad y puede llevar dos veces el número de aeronaves que el NAeL Minas Gerais (A-11), la NAe São Paulo (A-12) opera aviones de combate, entre ellos el Skyhawk A-4 y helicópteros de ataque.
En febrero del año 2017 se dio a conocer que dicho buque fue dado de baja por su enorme costo operativo.
En 2017 Brasil mostró interés en el portahelicópteros británico HMS Ocean para reemplazar al NAe São Paulo (A12). La Royal Navy estipuló un precio £80.3 millones ($105,800,871.00 USD), lo que pareció «conveniente» a la Marina de Brasil. En 2018 Brasil concretó la compra del navío, el cual actualmente está siendo recorrido en Gran Bretaña.
En 2019 se puso a la venta por subasta pero no fue sino hasta marzo de 2021 que fue comprado para su desguace.
El 3 de febrero de 2023 la Armada Brasileña informó que la nave fue hundida en el océano Atlántico a unos 350 kilómetros de las costa de Brasil, a una profundidad de 5000 metros.

## Ala Aérea embarcada
El grupo aéreo está compuesto por 15 cazabombarderos AF-1 Skyhawk, 6 helicópteros SH-3D Sea King, 3 Aerospatiale UH-12 Esquilo y 2 UH-14 Cougar.
A finales de la década de los 90 la Armada de Brasil adquirió 23 A-4 Skyhawk (20 monoplazas A-4KU y 3 biplazas TA-4KU ) a Kuwait, para operaciones embarcadas a bordo de su portaviones ligero Minas Gerais y luego, una vez fuera adaptado, el Saô Paulo comprado a Francia. El A-4KU fue designado AF-1 y el TA-4KU fue designado AF-1A. Desde su adquisición participaron con el Comando de Aviación Naval (Armada Argentina) y con la US Navy en distintos ejercicios.
Recientemente se ha hecho público que se modernizarán 12 de estos aviones (nueve A-4 Skyhawk monoplazas y tres biplazas), por medio de la empresa local Embraer con nuevas tecnologías electrónicas que los mantendrán volando por más años.
Sobre la base de la experiencia de la guerra por Malvinas, las autoridades brasileras comenzaron de inmediato a evaluar distintas alternativas para incorporar aeronaves de alerta temprana (AEW). La solución más viable fue la de convertir al Grumman S-2 Tracker en aeronaves de alerta temprana. Así Brasil compró cuatro ejemplares en Australia, que por su buen estado serán convertidos en S-2T Turbo Tracker remotorizados por Marsh Aviation con los turbohélices Honeywell TPE-331-14GR y equipados por Embraer con nueva aviónica y un radar de alerta temprana. La mayoría de fuentes indican emplearía el radar británico Searchwater 2000, actualmente en servicio con los Sea King AEW.Mk7 en la Royal Navy. También se ha evaluado el Eliradar HEW-784 que utilizarán los EH-101 italianos dse alerta temprana.
Para el transporte embarcado o COD (Carrier On board Delivery) se compraron en Estados Unidos ocho Grumman C-1A Trader. De estos ocho células, tres serán reconvertidas a S-2T y cumplirán funciones COD en tanto que el resto se utilizará como fuente de repuestos. Los C-1A Trader a diferencia del Tracker dispone de un fuselaje diferente con mayor espacio interno, apto para misiones de transporte.

## Nota
NAe es el acrónimo de Navío Aeródromo.